# 新潟地方検察庁
新潟地方検察庁（にいがたちほうけんさつちょう）は、新潟県新潟市にある日本の地方検察庁の一つで、新潟県を管轄している。略称は、新潟地検（にいがたちけん）。
新潟県を管轄しており、新潟市中央区に設置されている本庁のほか、三条・新発田・長岡・高田・佐渡に支部を設置している。

## 所在地
- 本庁 - 新潟市中央区西大畑町5191
- 三条支部 - 三条市東三条1丁目7-9
- 新発田支部 - 新発田市中央町4丁目3-33
- 長岡支部 - 長岡市三和3丁目9-1
- 高田支部 - 上越市西城町2丁目9-20
- 佐渡支部 - 佐渡市中原354

## 管轄
- 本庁
  - 新潟区検察庁（新潟市（北区・東区・中央区・江南区・南区・西区・西蒲区）・燕市（旧西蒲原郡吉田町）・西蒲原郡（弥彦村））
  - 新津区検察庁（新潟市（秋葉区）・五泉市・東蒲原郡）
- 三条支部
  - 三条区検察庁（三条市・加茂市・燕市（旧燕市及び旧西蒲原郡分水町）・南蒲原郡）
- 新発田支部
  - 新発田区検察庁（新発田市・阿賀野市・胎内市・北蒲原郡）
  - 村上区検察庁（村上市・岩船郡）

- 長岡支部
  - 長岡区検察庁（長岡市・小千谷市・見附市・魚沼市・三島郡）
  - 十日町区検察庁（十日町市（旧東頸城郡松代町及び松之山町を除く）・中魚沼郡）
  - 柏崎区検察庁（柏崎市・刈羽郡）
  - 南魚沼区検察庁（南魚沼市・南魚沼郡）
- 高田支部
  - 高田区検察庁（上越市・妙高市・十日町市（旧東頸城郡松代町及び松之山町））
  - 糸魚川区検察庁（糸魚川市）
- 佐渡支部
  - 佐渡区検察庁（佐渡市）

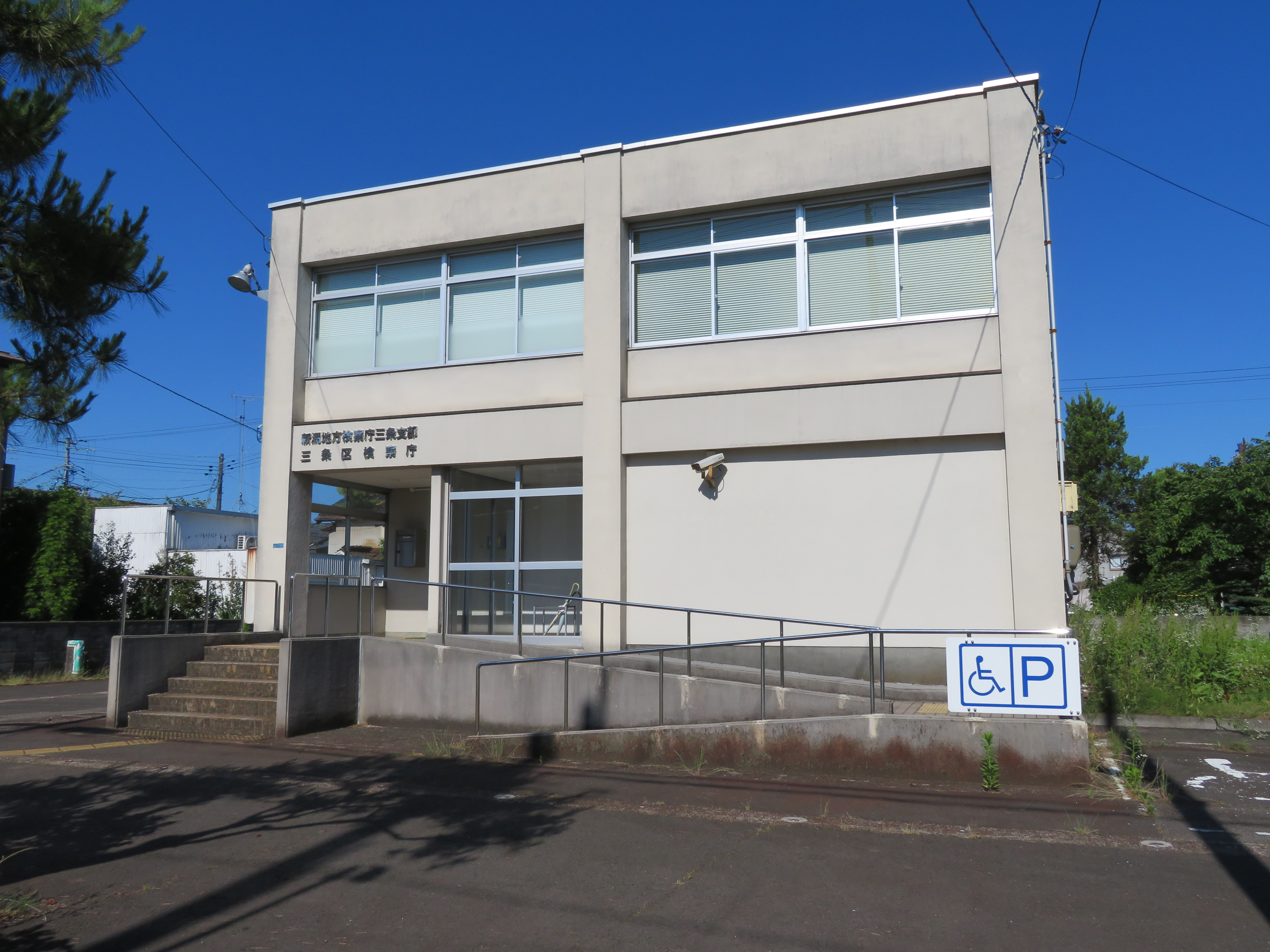
三条支部
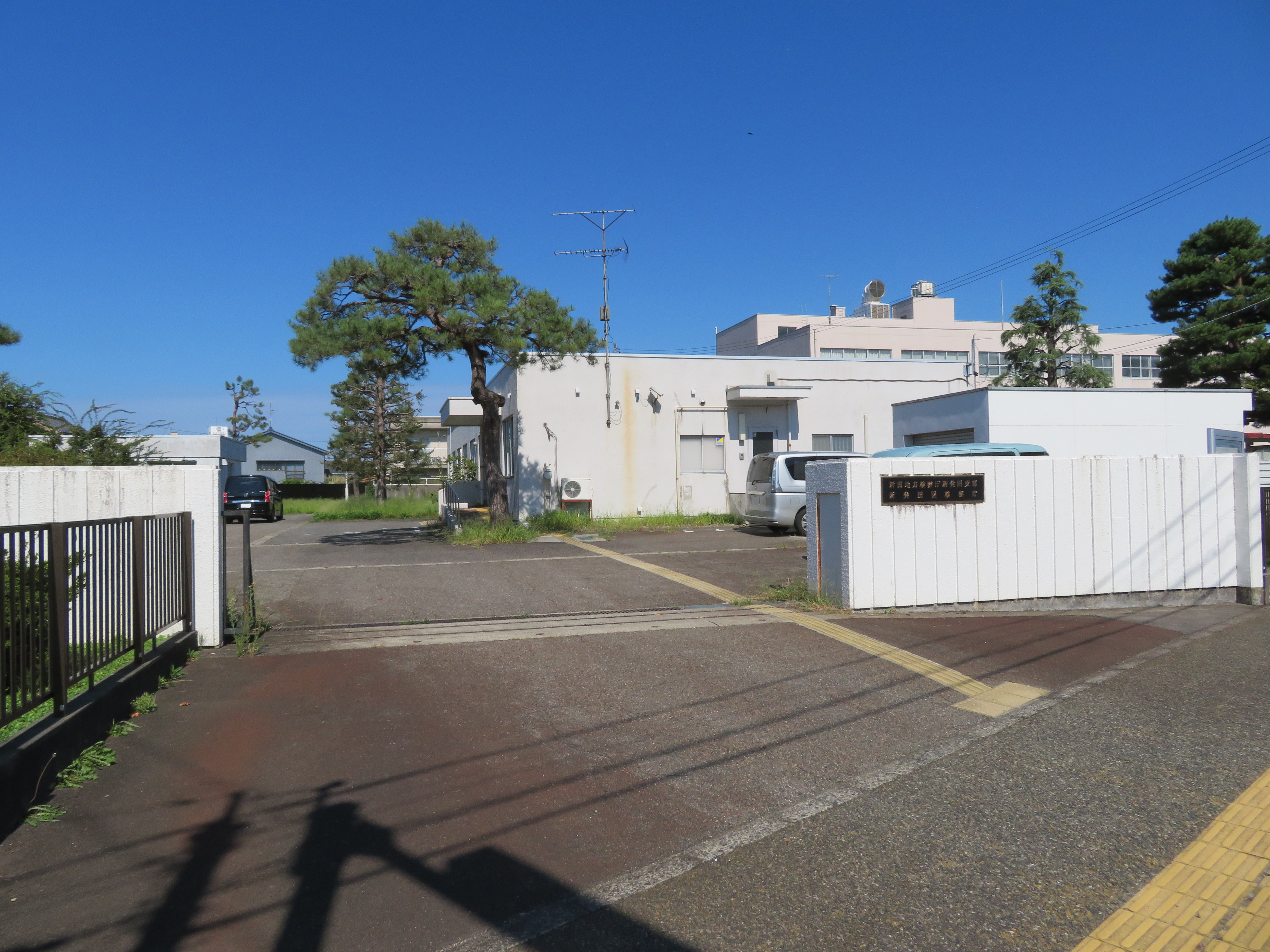
新発田支部
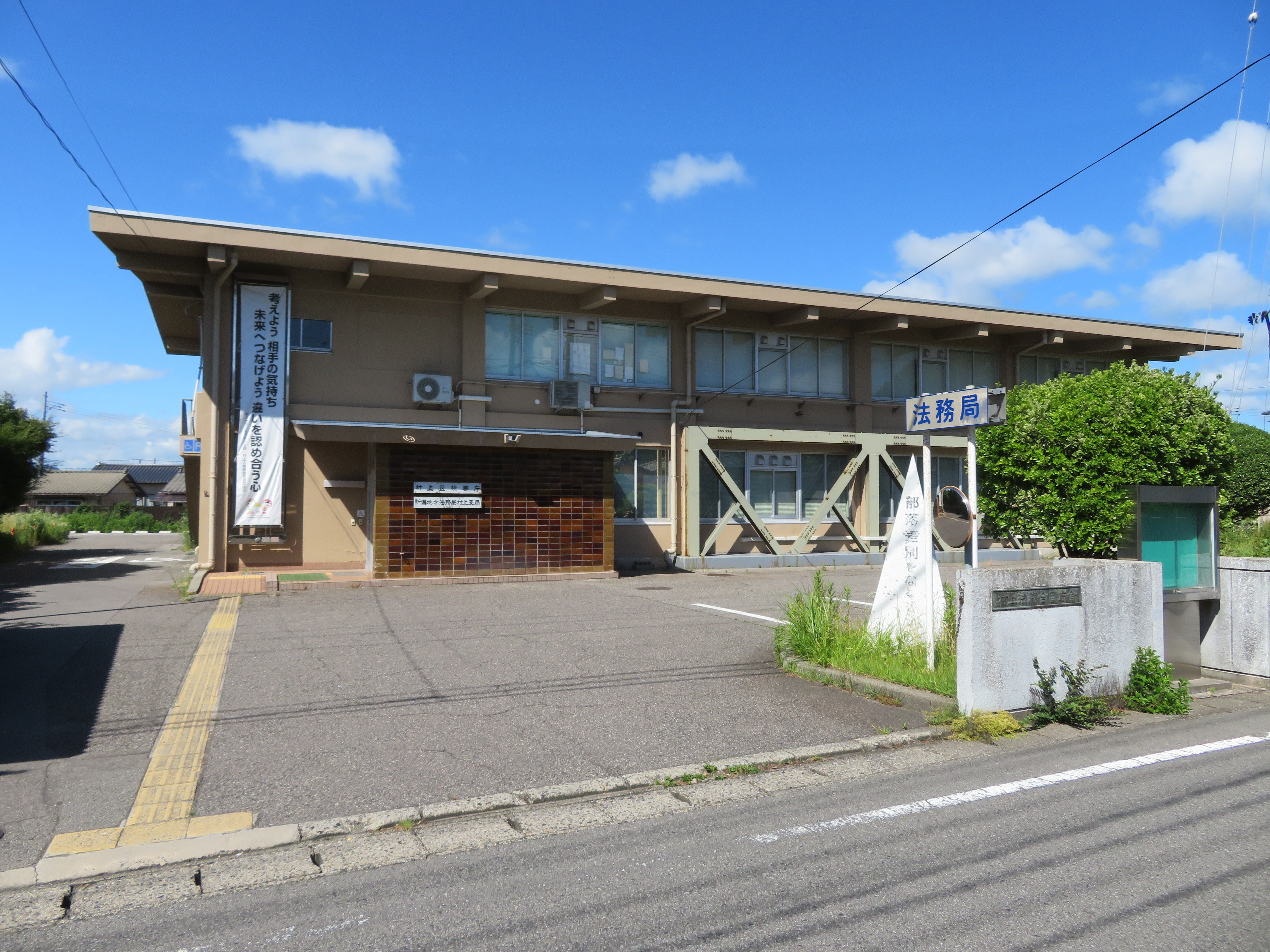
村上区検察庁
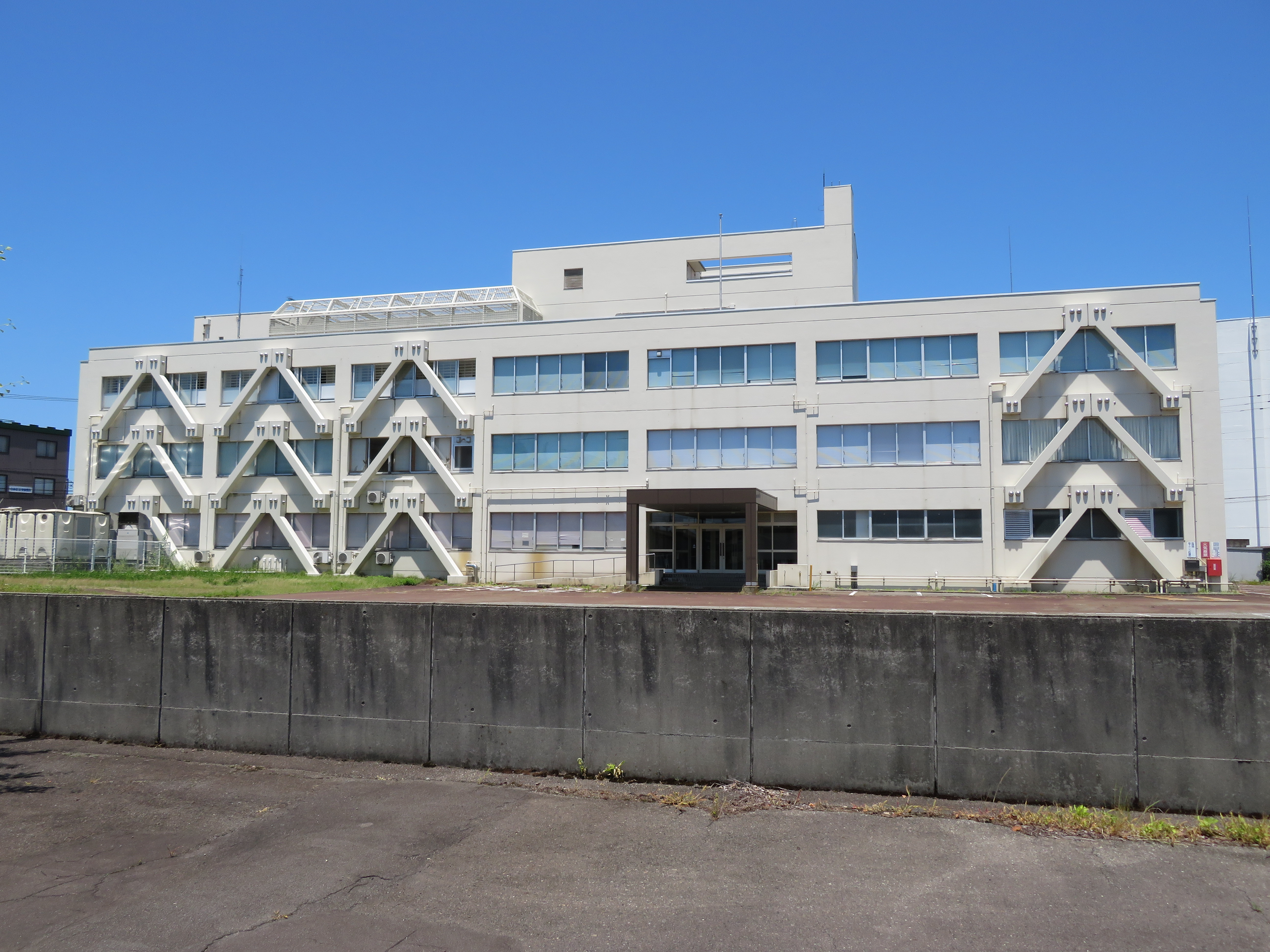
長岡支部